# Jhalawar
Jhalawar è una suddivisione dell'India, classificata come municipality, di 48.049 abitanti, capoluogo del distretto di Jhalawar, nello stato federato del Rajasthan. In base al numero di abitanti la città rientra nella classe III (da 20.000 a 49.999 persone).

## Geografia fisica
La città è situata a 24° 36' 0 N e 76° 9' 0 E e ha un'altitudine di 311 m s.l.m..

## Società

### Evoluzione demografica
Al censimento del 2001 la popolazione di Jhalawar assommava a 48.049 persone, delle quali 25.226 maschi e 22.823 femmine. I bambini di età inferiore o uguale ai sei anni assommavano a 7.027, dei quali 3.694 maschi e 3.333 femmine. Infine, coloro che erano in grado di saper almeno leggere e scrivere erano 34.156, dei quali 19.696 maschi e 14.460 femmine.